# Переві
Переві (груз. პერევი) — село в Грузії.
За даними перепису населення 2014 року в селі проживає 564 осіб.